# Morchain
Morchain – miejscowość i gmina we Francji, w regionie Hauts-de-France, w departamencie Somma.
Według danych na rok 2011 gminę zamieszkiwało 313 osób, a gęstość zaludnienia wynosiła 54 osoby/km² (wśród 2293 gmin Pikardii Morchain plasuje się na 728. miejscu pod względem liczby ludności, natomiast pod względem powierzchni na miejscu 794.).